# LaGrange (Indiana)
LaGrange település az Amerikai Egyesült Államok Indiana államában, LaGrange megyében, melynek megyeszékhelye is. Lakosainak száma 2715 fő (2020. április 1.).

## Népesség
A település népességének változása:

| 2010 | 2 625 |
| 2020 | 2 715 |